# Helga Maria Novak
Helga Maria Novak (Köpenick, 8 settembre 1935 – Rüdersdorf bei Berlin, 24 dicembre 2013) è stata una poetessa islandese di lingua tedesca, i suoi scritti iniziarono ad essere notati dal pubblico e dal governo dopo la seconda guerra mondiale.

## Biografia

### Infanzia
Helga Novak è nata da madre tedesca, Maria Magdalene Schmidt, che dopo una vita difficile è stata finalmente affidata a un orfanotrofio. Ha trascorso 18 mesi nel dormitorio per i bambini orfani. Poi nel 1940 fu adottata dai suoi due genitori adottivi, Charlotte Nowak e Karl Nowak. I genitori adottivi sono una coppia che proviene da seguaci dei nazisti, il che costringe Helga a scappare di casa quando raggiunge i 15 anni e tornare nel suo paese d'origine. Lo ha fatto perché l'educazione che ha ricevuto è stata piena di violenza e molto severa. Durante quell'adolescente, è stata educata al collegio della Repubblica Democratica Tedesca.

### Vita in Germania-Islanda
Nel 1954 ha proseguito gli studi di giornalismo, letteratura, filosofia, arte e teatro presso l'Università di Lipsia. Durante i suoi giorni all'Università ha anche lavorato come tecnico, assistente di laboratorio e libraio. A quel tempo il suo status di cittadinanza era ancora legato alla RDT e faceva parte del gruppo della Freie Deutsche Jugend, un movimento giovanile di sinistra tedesco. Nel 1953 aderisce al Partito Socialista Unificato di Germania (SED). Ma lo abbandona nel 1957 in quanto era delusa dal suo partito per l'atteggiamento del SED nei confronti della rivolta dell'Unione Sovietica contro l'Ungheria. Si è poi trasferita in Islanda e ha cambiato il suo nome in Maria Karlsdottir. Fu anche accusata di aver distribuito copie dei suoi testi scritti critici nei confronti delle azioni del governo della Germania orientale in modo che il suo status di cittadina della RDT fosse revocato.
Nel 1961 ha sposato un suo amico, un islandese, e hanno avuto due figli. Il suo primo figlio, Ragnar Alexander, è nato da Eystjenn, un compagno di studi. Mentre la sua seconda figlia, Nina, è nata da Thor Vigfusson. Quando si trasferì in Islanda era riuscita a realizzare la sua prima opera di poesia intitolata Otsdeutsch (Germania Est), nella Germania Ovest il nome divenne Ballade Von Der Reisenden Anna. Il suo lavoro conosciuto e popolare nella Germania occidentale è il romanzo autobiografico intitolato Die Eisheiligen e Vogel federlos.
Durante il suo matrimonio ha continuato a scrivere mentre lavorava nelle fabbriche di pesce e non è mai tornata in Germania fino al 1965 quando ha riacquisito lo status di cittadina della RDT poiché voleva continuare i suoi studi presso l'Istituto letterario Johannes Becher, Lipsia. Nel 1966 fu esiliata dalla RDT. Senza un chiaro status di cittadinanza, ha vissuto una vita che l'ha portata in diversi luoghi in tutta Europa, tra cui Spagna, Portogallo, Jugoslavia e Polonia.

## Apprezzamento
In vecchiaia ha ricevuto diversi premi, tra cui il premio letterario della Freie Hansestadt Bremen nel 1968, è diventata una scrittrice per Beigan-Encheim nel 1979, il premio per la letteratura Kranchsteines Darmstadt nel 1985, il Brandenburg Literature Prize nel 1995 e l'Ida Dehmel Literature Prize nel 2001. Nel 1999 la sua raccolta di poesie è stata ripubblicata come libro intitolato As Long As Love Letter Arrive.

## Opere
In tedesco
- Ballade von der reisenden Anna, Neuwied 1965
- Colloquium mit vier Häuten, Neuwied 1967
- Das Gefrierhaus. Die Umgebung, Hamburg 1968 (coauteur : Timm Bartholl)
- Geselliges Beisammensein, Neuwied 1968
- Wohnhaft im Westend, Neuwied 1970 (coauteur : Horst Harasek)
- Aufenthalt in einem irren Haus, Neuwied 1971
- Seltsamer Bericht aus einer alten Stadt, Hannover 1973 (coauteur : Dorothea Nosbisch)
- Die Ballade von der kastrierten Puppe, Leverkusen 1975 (coauteur : Peter Kaczmarek)
- Balladen vom kurzen Prozess, Berlin 1975
- Die Landnahme von Torre Bela, Berlin 1976
- Margarete mit dem Schrank, Berlin 1978
- Grünheide Grünheide, Darmstadt 1983
- Legende Transsib, Darmstadt 1985
- Märkische Feemorgana, Frankfurt am Main 1989
- Aufenthalt in einem irren Haus, Frankfurt am Main 1995
- Silvatica, Frankfurt am Main 1997
- Solange noch Liebesbriefe eintreffen, Frankfurt am Main 1999
- Wo ich jetzt bin, Frankfurt am Main 2005

Autobiografie
- Die Eisheiligen, Darmstadt 1979
- Vogel federlos, Darmstadt 1982

Audiolibri
- Fibelfabel aus Bibelbabel oder: Seitensprünge beim Studium der Mao-Bibel (Deutsche Grammophon/Luchterhand 2574 001)
- Solange noch Liebesbriefe eintreffen, lecture par Doris Wolters (Gugis Hörbücher & Bücher 3 939461 15 6)

In francese
- C'est là que je suis, coll. Poésie, Buchet-Chastel, Paris, 2007
- Chaque pierre orpheline, éditions Hochroth, Paris, 2013 (anthologie conçue par Dagmara Kraus)